# Nekrolog 3. Quartal 1990
Nekrolog
◄◄
| ◄
| 1986
| 1987
| 1988
| 1989
| 1990 | 1991 | 1992 | 1993 | 1994 | ► | ►►
1. Quartal |
2. Quartal |
3. Quartal |
4. Quartal 1990
Weitere Ereignisse | Allgemeiner Nekrolog 1990
Die Beschreibung der verstorbenen Person sollte so kurz wie möglich gehalten sein und nur deren signifikante Tätigkeit(en) enthalten.
Neue Namen ggf. auch unter dem Geburts- und Sterbedatum, also etwa unter 1. Januar und im Geburts- und Sterbejahr (2024) eintragen (nur bei entsprechender großer Wichtigkeit). Für Beispiele siehe die schon vorhandenen Artikel.
Außerdem über die fünf zuletzt Verstorbenen, zu denen es einen ausreichend guten Artikel für eine Präsentation auf der Hauptseite gibt, nach der todesbedingten Überarbeitung der Artikel ggf. auch unter Wikipedia Diskussion:Hauptseite informieren und sie am besten auch in den anderen Wikipedia-Sprachversionen eintragen. Tipp: Regelmäßig bei news.google.de nach „ist tot“, „gestorben“ oder „verstorben“ suchen.
Wenn eine Person gestorben ist, gibt es viele Seiten zu dieser Person in der Wikipedia, die davon auch betroffen sind und entsprechend aktualisiert werden müssen. Beispiele: Namenübersichtsseite, Geburtsjahr, Geburtsort-Seiten und viele mehr.
Wie finde ich die betroffenen Seiten?
Im Suchfeld auf der linken Seite gibt man den Suchbegriff so ein: „Vorname Nachname“. Dann klickt man auf Volltext und alle Seiten mit entsprechendem Suchtext werden aufgerufen. Hier sieht man dann schnell, wo auch das Todesjahr Sinn macht oder sogar ein Teil des Artikels angepasst werden muss. Auch hilft das „Werkzeug“ auf der linken Seite sehr gut, um solche Seiten aufzufinden: „Links auf diese Seite“. Somit ist die Wikipedia wieder aktuell in allen Bereichen! Hinweis: bei Eintragung der Kategorie „Gestorben JAHR“ wird der Missbrauchsfilter 49 ausgelöst, was jedoch nicht schlimm ist. Siehe: Spezial:Missbrauchsfilter/49
Dies ist eine Liste von im dritten Quartal 1990 verstorbenen bekannten Persönlichkeiten. Die Einträge erfolgen innerhalb der einzelnen Daten alphabetisch sortiert. Tiere sind im Nekrolog für Tiere zu finden.

## Juli
| Tag      | Name                             | Beruf, bekannt als                                                                                             | Alter | Beleg |
| -------- | -------------------------------- | --- | ----- | ----- |
| 1. Juli  | Klaus Arndt                      | deutscher Pressezeichner und Karikaturist                                                                      | 58    |       |
| 1. Juli  | Kurt Bachor                      | deutscher Schriftsteller und Förster                                                                           | 74    |       |
| 1. Juli  | Paul Gondjout                    | gabunischer Politiker, Senator (Frankreich) und Parlamentspräsident                                            | 78    |       |
| 1. Juli  | Anna Palk                        | britische Schauspielerin                                                                                       | 48    |       |
| 1. Juli  | Iwan Alexandrowitsch Serow       | russischer Geheimdienstler, Vorsitzender des sowjetischen Geheimdienstes KGB                                   | 84    |       |
| 1. Juli  | Karl Steimel                     | deutscher Physiker                                                                                             | 85    |       |
| 2. Juli  | Philip Boggs                     | US-amerikanischer Wasserspringer                                                                               | 40    |       |
| 2. Juli  | Silvina Bullrich                 | argentinische Schriftstellerin                                                                                 | 74    |       |
| 2. Juli  | Hans Diplich                     | rumäniendeutscher Lyriker, Schriftsteller und Volkskundler                                                     | 81    |       |
| 2. Juli  | Ludwig Franz                     | deutscher Politiker (CSU), MdB                                                                                 | 67    |       |
| 2. Juli  | Al Roelofs                       | US-amerikanischer Filmarchitekt                                                                                | 83    |       |
| 2. Juli  | Antoine Saint-John               | französischer Schauspieler                                                                                     | 49    |       |
| 3. Juli  | Maurice Girodias                 | französischer Verleger                                                                                         | 71    |       |
| 3. Juli  | Wilhelm J. Müller                | deutscher Tiefbauingenieur und Hochschullehrer                                                                 | 88    |       |
| 4. Juli  | Alfred Garvin Engstrom           | US-amerikanischer Romanist                                                                                     | 82    |       |
| 4. Juli  | Kurt Goller                      | deutscher Jurist, Präsident des Oberlandesgericht Karlsruhe                                                    | 80    |       |
| 4. Juli  | Marshall Hall                    | US-amerikanischer Mathematiker                                                                                 | 79    |       |
| 4. Juli  | Sweeney Schriner                 | kanadischer Eishockeyspieler                                                                                   | 78    |       |
| 4. Juli  | Willi Soya                       | deutscher Fußballspieler                                                                                       | 54    |       |
| 5. Juli  | Edith Bülbring                   | deutsch-niederländische Pharmakologin                                                                          | 86    |       |
| 5. Juli  | Eugene Guth                      | ungarisch-US-amerikanischer Physiker                                                                           | 84    |       |
| 5. Juli  | Horst Schmidt                    | deutscher Fußballspieler                                                                                       | 42    |       |
| 5. Juli  | Hellmut Wilhelm                  | deutsch-amerikanischer Sinologe                                                                                | 84    |       |
| 6. Juli  | Joe Appiah                       | ghanaischer Politiker und Jurist                                                                               | 71    |       |
| 6. Juli  | Jean Follett                     | US-amerikanische Malerin und Bildhauerin                                                                       | 73    |       |
| 6. Juli  | Měrćin Nowak-Njechorński         | sorbischer Maler, Grafiker, Publizist und Schriftsteller                                                       | 90    |       |
| 6. Juli  | Max Pöschl                       | deutscher Leichtathlet und Mediziner                                                                           | 81    |       |
| 6. Juli  | Georg Schmidt                    | österreichischer Fußballtrainer                                                                                | 63    |       |
| 7. Juli  | Raphaël Conil                    | belgischer Paläontologe und Geologe                                                                            | 60    |       |
| 7. Juli  | Hugo Makibi Enomiya-Lassalle     | japanischer Ordensgeistlicher, Jesuit und Zen-Meister                                                          | 91    |       |
| 7. Juli  | Hellmut Homberg                  | deutscher Bauingenieur                                                                                         | 80    |       |
| 7. Juli  | Manfred Pahl-Rugenstein          | deutscher Verleger                                                                                             | 80    |       |
| 7. Juli  | Rosemarie Pohl-Weber             | deutsche Journalistin, Volkskundlerin und Museumsdirektorin in Bremen                                          | 63    |       |
| 7. Juli  | Tommy Pool                       | US-amerikanischer Sportschütze                                                                                 | 55    |       |
| 7. Juli  | Kustaa Tiitu                     | finnischer Politiker (Suomen Keskusta), Mitglied des Reichstags                                                | 93    |       |
| 8. Juli  | Richard Barry Bernstein          | US-amerikanischer Chemiker                                                                                     | 66    |       |
| 8. Juli  | Howard Duff                      | US-amerikanischer Schauspieler                                                                                 | 76    |       |
| 8. Juli  | Demetrius Martin Greschuk        | kanadischer Geistlicher, Bischof von Edmonton                                                                  | 66    |       |
| 8. Juli  | Pu Laldenga                      | indischer Guerillero und Politiker                                                                             | 63    |       |
| 8. Juli  | Paul Laurent                     | französischer Politiker (PCF), Mitglied der Nationalversammlung                                                | 65    |       |
| 8. Juli  | Günter Markscheffel              | deutscher Journalist und Politiker (SPD), MdL                                                                  | 81    |       |
| 8. Juli  | Michael Totz                     | österreichischer Schauspieler                                                                                  | 43    |       |
| 8. Juli  | David Widder                     | US-amerikanischer Mathematiker                                                                                 | 92    |       |
| 9. Juli  | Brigitte D’Ortschy               | deutsche Architektin, Übersetzerin, Journalistin und Autorin                                                   | 69    |       |
| 9. Juli  | Sonny Dunham                     | US-amerikanischer Jazz-Trompeter und Bigband-Leader                                                            | 78    |       |
| 9. Juli  | Hertha Feist                     | deutsche Tänzerin                                                                                              | 94    |       |
| 9. Juli  | Karl Garbers                     | deutscher Orientalist und Wissenschaftshistoriker                                                              | 92    |       |
| 9. Juli  | Frido Mětšk                      | deutscher Schriftsteller niedersorbischer Sprache                                                              | 73    |       |
| 9. Juli  | Dagny Mette Nielsen              | dänische Malerin                                                                                               | 81    |       |
| 9. Juli  | Horst Rittel                     | deutscher Designer und Hochschullehrer                                                                         | 59    |       |
| 9. Juli  | Eric M. Warburg                  | deutsch-amerikanischer Bankier                                                                                 | 90    |       |
| 9. Juli  | Friedrich Wegener                | deutscher Pathologe                                                                                            | 83    |       |
| 9. Juli  | Friedrich Wunderlich             | deutscher Geistlicher, Bischof der Bischöflichen Methodistenkirche                                             | 94    |       |
| 10. Juli | Hans Bleckwenn                   | deutscher Militärhistoriker                                                                                    | 77    |       |
| 10. Juli | Armand Guibert                   | französischer Dichter, Herausgeber, Anglist, Romanist, Hispanist, Lusitanist und Übersetzer                    | 84    |       |
| 10. Juli | Ada Halenza                      | deutsche Autorin, die in Bremer Dialekt schrieb                                                                | 90    |       |
| 10. Juli | Günther Roll                     | deutscher Ruderer                                                                                              | 84    |       |
| 10. Juli | Sergei Ignatjewitsch Rudenko     | sowjetischer Pilot                                                                                             | 85    |       |
| 10. Juli | Herbert Seggelke                 | deutscher Herausgeber, Filmregisseur, Filmproduzent, Regisseur, Drehbuchautor und Kameramann                   | 84    |       |
| 11. Juli | Ignacio Aguirre                  | mexikanischer Künstler und Grafiker                                                                            | 89    |       |
| 11. Juli | John Bruce Medaris               | US-amerikanischer Offizier, Leiter der Army Ballistic Missile Agency                                           | 88    |       |
| 11. Juli | Wilhelm Nau                      | deutscher Verwaltungsjurist und Kommunalpolitiker (CSU)                                                        | 73    |       |
| 11. Juli | Sun Yu                           | chinesischer Filmregisseur                                                                                     | 90    |       |
| 12. Juli | Sawkus Dscharasow                | sowjetischer Ringer                                                                                            | 60    |       |
| 12. Juli | João Saldanha                    | brasilianischer Fußballtrainer                                                                                 | 73    |       |
| 12. Juli | Burkhard Strümpel                | deutscher Wirtschaftswissenschaftler                                                                           | 55    |       |
| 13. Juli | Alaattin Baydar                  | türkischer Fußballspieler                                                                                      | 89    |       |
| 13. Juli | Wilhelm Haarmann                 | deutscher Politiker (CDU)                                                                                      | 78    |       |
| 13. Juni | Susanne Hubberten                | deutsche Kommunalpolitikerin                                                                                   |       |       |
| 13. Juli | Laura Perls                      | deutsche Psychoanalytikerin und Mitbegründerin der Gestalttherapie                                             | 84    |       |
| 13. Juli | Georg Scholl                     | deutscher Politiker (CSU)                                                                                      | 70    |       |
| 14. Juli | Fritz Berberich                  | deutscher Maler                                                                                                | 80    |       |
| 14. Juli | Heinz-Ulrich Beuther             | deutscher Tierarzt                                                                                             | 67    |       |
| 14. Juli | Patricio Carvajal                | chilenischer Vizeadmiral und Politiker                                                                         | 73    |       |
| 14. Juli | Trudel Hardieck                  | deutsche Gründerin und Leiterin der Privatklinik Der Jägerwinkel                                               | 85    |       |
| 14. Juli | Llewellyn Heycock, Baron Heycock | britischer Politiker                                                                                           | 84    |       |
| 14. Juli | Philip Leacock                   | britischer Filmregisseur                                                                                       | 72    |       |
| 14. Juli | Philip C. Rutledge               | US-amerikanischer Geotechniker                                                                                 | 84    |       |
| 14. Juli | Walter Sedlmayr                  | deutscher Schauspieler                                                                                         | 64    |       |
| 15. Juli | Omar Abu Rischa                  | syrischer Diplomat und Dichter                                                                                 | 82    |       |
| 15. Juli | Hans Brandenburg                 | deutscher evangelischer Theologe und Autor christlicher Bücher                                                 | 95    |       |
| 15. Juli | Richard Brunner                  | österreichischer Chemiker                                                                                      | 90    |       |
| 15. Juli | Otto Frei                        | Schweizer Journalist und Schriftsteller                                                                        | 66    |       |
| 15. Juli | Oleg Moissejewitsch Kagan        | russischer Violinvirtuose                                                                                      | 43    |       |
| 15. Juli | Poul Larsen                      | dänischer Kanute                                                                                               | 73    |       |
| 15. Juli | Margaret Lockwood                | britische Schauspielerin                                                                                       | 73    |       |
| 15. Juli | Maekawa Samio                    | japanischer Lyriker                                                                                            | 87    |       |
| 15. Juli | Norbert Pawlicki                 | österreichischer Pianist und Komponist                                                                         | 67    |       |
| 15. Juli | Enn Roos                         | estnischer Bildhauer                                                                                           | 81    |       |
| 15. Juli | Christian Rubi                   | Schweizer Lehrer, Heimatforscher und Volkskundler                                                              | 91    |       |
| 15. Juli | Bud Thackery                     | US-amerikanischer Kameramann und Spezialeffektkünstler                                                         | 87    |       |
| 15. Juli | Wilhelm Vorwerg                  | deutscher Szenenbildner und Schauspieler                                                                       | 90    |       |
| 16. Juli | Tomás Blanco                     | spanischer Schauspieler                                                                                        | 79    |       |
| 16. Juli | Enrico De Negri                  | italienischer Philosoph, Romanist und Italianist                                                               | 87    |       |
| 16. Juli | Mogens Fog                       | dänischer Neurologe, Rektor der Universität Kopenhagen, Widerstandskämpfer und Politiker                       | 86    |       |
| 16. Juli | Gertrud Frühschütz               | deutsche Politikerin (KPD), MdL                                                                                | 84    |       |
| 16. Juli | Egon Geißler                     | deutscher Schauspieler und Hörspielsprecher                                                                    | 63    |       |
| 16. Juli | Michail Lwowitsch Matussowski    | sowjetischer Dichter und Liedermacher                                                                          | 74    |       |
| 16. Juli | Miguel Muñoz                     | spanischer Fußballspieler und -trainer                                                                         | 68    |       |
| 17. Juli | Erich Dolezal                    | österreichischer Schriftsteller, Astronom und Volksbildner                                                     | 87    |       |
| 17. Juli | Edward A. Murphy                 | US-amerikanischer Ingenieur                                                                                    | 72    |       |
| 17. Juli | Edgar Rabsch                     | deutscher Organist                                                                                             | 61    |       |
| 17. Juli | Josef Schmidhuber                | deutscher Chorleiter, Organist, Dirigent und Musikpädagoge                                                     | 66    |       |
| 17. Juli | Clemens Sieler                   | deutscher Bildhauer                                                                                            | 30    |       |
| 18. Juli | Štefan Čambal                    | tschechoslowakischer Fußballspieler und -trainer                                                               | 81    |       |
| 18. Juli | Yves Chaland                     | französischer Zeichner und Comicbuchautor                                                                      | 33    |       |
| 18. Juli | André Chastel                    | französischer Kunsthistoriker                                                                                  | 77    |       |
| 18. Juli | Georges Dargaud                  | französischer Verleger                                                                                         | 79    |       |
| 18. Juli | Sergio Hualpa                    | argentinischer Komponist                                                                                       | 49    |       |
| 18. Juli | Karl Menninger                   | US-amerikanischer Psychiater                                                                                   | 96    |       |
| 18. Juli | Yun Bo-seon                      | südkoreanischer Politiker                                                                                      | 92    |       |
| 19. Juli | Egil Aarvik                      | norwegischer Politiker (Kristelig Folkeparti), Minister und Journalist                                         | 77    |       |
| 19. Juli | Helmut Becker                    | deutscher Fachmann für Weinbau und Dozent für Rebenzüchtung und Genetik an der FA Geisenheim                   | 63    |       |
| 19. Juli | Georgi Iwanowitsch Burkow        | sowjetischer Schauspieler                                                                                      | 57    |       |
| 19. Juli | Heini Fischer-Corso              | Schweizer Grafiker, Grafikdesigner, Plakatkünstler und Maler                                                   | 69    |       |
| 19. Juli | Ted Hampson                      | australischer Sprinter                                                                                         | 80    |       |
| 19. Juli | Gusman Kossanow                  | sowjetisch-kasachischer Sprinter                                                                               | 55    |       |
| 19. Juli | Eddie Quillan                    | US-amerikanischer Film- und Theaterschauspieler                                                                | 83    |       |
| 20. Juli | Wilma Podewin                    | deutsche Hochschullehrerin und Abgeordnete der Volkskammer                                                     | 56    |       |
| 20. Juli | Hippolyt Poschinger von Frauenau | deutscher Unternehmer, Forstwirt und Politiker (Bayerischer Bauernverband)                                     | 82    |       |
| 20. Juli | Otto Stangl                      | deutscher Galerist, Kunsthändler und Kunstsammler                                                              | 74    |       |
| 21. Juli | Heitor Canalli                   | brasilianischer Fußballnationalspieler                                                                         | 80    |       |
| 21. Juli | Otto Kofoed-Hansen               | dänischer Physiker                                                                                             | 69    |       |
| 21. Juli | Sergei Paradschanow              | armenischer Filmregisseur                                                                                      | 66    |       |
| 21. Juli | Sacha Pitoëff                    | französischer Regisseur und Schauspieler                                                                       | 70    |       |
| 21. Juli | Vilém Přibyl                     | tschechischer Opernsänger                                                                                      | 65    |       |
| 21. Juli | Ljubow Sabaschta                 | sowjetische Schriftstellerin                                                                                   | 72    |       |
| 21. Juli | Theo Schumann                    | deutscher Jazz-Musiker und Bandleader in der DDR                                                               | 61    |       |
| 21. Juli | Stanley Shapiro                  | US-amerikanischer Drehbuchautor und Filmproduzent                                                              | 65    |       |
| 21. Juli | Frederick William Shotton        | britischer Geologe                                                                                             | 83    |       |
| 21. Juli | Joe Turner                       | US-amerikanischer Jazzpianist und Sänger                                                                       | 82    |       |
| 21. Juli | Arno Vihalemm                    | estnischer Lyriker, Graphiker und Buchillustrator                                                              | 79    |       |
| 22. Juli | Irene Ambrus                     | ungarische Schauspielerin und Sängerin                                                                         | 86    |       |
| 22. Juli | Andres Barth                     | Schweizer Maler und Gärtner                                                                                    | 74    |       |
| 22. Juli | Fritz Bauer                      | deutscher Bürgermeister                                                                                        | 77    |       |
| 22. Juli | Clara Boscaglia                  | san-marinesische Politikerin                                                                                   |       |       |
| 22. Juli | Karl-Richard Jauns               | deutscher Künstler                                                                                             | 67    |       |
| 22. Juli | Friedrich Justen                 | deutscher Politiker (CDU), MdL                                                                                 | 85    |       |
| 22. Juli | Preben Neergaard                 | dänischer Schauspieler und Regisseur                                                                           | 70    |       |
| 22. Juli | John Niemann                     | deutscher Schachkomponist                                                                                      | 85    |       |
| 22. Juli | Otmar Nussio                     | Schweizeri Dirigent und Komponist                                                                              | 87    |       |
| 22. Juli | Manuel Puig                      | argentinischer Schriftsteller und Drehbuchautor                                                                | 57    |       |
| 22. Juli | Eduard Anatoljewitsch Strelzow   | sowjetischer Fußballspieler                                                                                    | 53    |       |
| 22. Juli | Bruno Uhl                        | deutscher Kaufmann, Initiator der Photokina in Köln                                                            | 94    |       |
| 23. Juli | Heinz Adler                      | deutscher Politiker (SPD), MdL                                                                                 | 77    |       |
| 23. Juli | Otto Ambros                      | deutscher Chemiker, verurteilter Kriegsverbrecher und Wehrwirtschaftsführer                                    | 89    |       |
| 23. Juli | Frithjof Bestmann                | deutscher lutherischer Geistlicher, Stiftspropst und Heimatforscher                                            | 92    |       |
| 23. Juli | Mihály Hajdú                     | ungarischer Komponist                                                                                          | 81    |       |
| 23. Juli | Ludwig Losacker                  | deutscher Jurist, SS-Führer sowie Funktionär von Wirtschaftsverbänden                                          | 83    |       |
| 23. Juli | Herbert Oehmichen                | US-amerikanischer Handballspieler                                                                              | 75    |       |
| 23. Juli | Bertha Sander                    | deutsche Innenarchitektin und Fachschriftstellerin                                                             | 89    |       |
| 23. Juli | Wilhelm Schweizer                | deutscher Lehrer und Mathematikdidaktiker                                                                      | 88    |       |
| 23. Juli | Bert Sommer                      | US-amerikanischer Musiker, Songwriter und Schauspieler                                                         | 41    |       |
| 23. Juli | Takayanagi Kenjirō               | japanischer Erfinder; Vater des japanischen Fernsehens                                                         | 91    |       |
| 23. Juli | Robert Usher                     | US-amerikanischer Szenenbildner                                                                                | 89    |       |
| 23. Juli | José Maclovio Vásquez Silos      | mexikanischer Geistlicher, Bischof von Autlán                                                                  | 71    |       |
| 24. Juli | Michel Beaune                    | französischer Schauspieler                                                                                     | 56    |       |
| 24. Juli | Alan Clarke                      | britischer Regisseur, Produzent und Autor                                                                      | 54    |       |
| 24. Juli | Coen Dillen                      | niederländischer Fußballspieler                                                                                | 63    |       |
| 24. Juli | Pasquale Fornara                 | italienischer Radrennfahrer                                                                                    | 65    |       |
| 24. Juli | Josef Hofinger                   | österreichischer Bibliotheksdirektor                                                                           | 89    |       |
| 24. Juli | Roman von Procházka              | böhmischer Rechtsanwalt, Genealoge und Autor                                                                   | 89    |       |
| 24. Juli | Josef Steiner                    | österreichischer Landwirt und Politiker (ÖVP), Abgeordneter zum Nationalrat                                    | 63    |       |
| 24. Juli | Arthur Arno Wachmann             | deutscher Astronom                                                                                             | 88    |       |
| 24. Juli | Albert Wilkening                 | deutscher Hochschullehrer, in leitenden Positionen bei der DEFA                                                | 81    |       |
| 25. Juli | Jean Fourastié                   | französischer Ökonom                                                                                           | 83    |       |
| 25. Juli | Winefreda Geonzon                | philippinische Anwältin                                                                                        | 48    |       |
| 25. Juli | Óskar Gíslason                   | isländischer Filmpionier, Kameramann, Regisseur und Produzent                                                  | 89    |       |
| 25. Juli | Alfredo Piàn                     | argentinischer Automobilrennfahrer                                                                             | 77    |       |
| 25. Juli | Erwin Shoultz-Carrnoff           | deutscher Maler                                                                                                | 76    |       |
| 26. Juli | Angelo Thomas Acerra             | US-amerikanischer Ordensgeistlicher, Weihbischof im US-amerikanischen Militärordinariat                        | 64    |       |
| 26. Juli | Hans Aebli                       | Schweizer Pädagoge                                                                                             | 66    |       |
| 26. Juli | Enrique Bernstein Carabantes     | chilenischer Diplomat                                                                                          | 80    |       |
| 26. Juli | Georg Blädel                     | bayerischer Volkssänger und Schauspieler                                                                       | 84    |       |
| 26. Juli | Martha Brach                     | deutsche Politikerin                                                                                           | 91    |       |
| 26. Juli | Leo Duyndam                      | niederländischer Radrennfahrer                                                                                 | 42    |       |
| 26. Juli | Brent Mydland                    | US-amerikanischer Keyboarder bei den Grateful Dead                                                             | 37    |       |
| 26. Juli | Nitai Palit                      | indischer Filmregisseur des Oriya-Films                                                                        | 67    |       |
| 26. Juli | Uwe-Jens Pape                    | deutscher Schauspieler                                                                                         | 60    |       |
| 26. Juli | Herbert Reindell                 | deutscher Sportmediziner, Olympia-Mannschaftsarzt                                                              | 82    |       |
| 26. Juli | Joseph Rey                       | französischer Politiker                                                                                        | 90    |       |
| 26. Juli | Albert Rose                      | US-amerikanischer Physiker                                                                                     | 80    |       |
| 26. Juli | Giorgio Scarlatti                | italienischer Rennfahrer                                                                                       | 68    |       |
| 27. Juli | Elizabeth Allan                  | britische Schauspielerin                                                                                       | 82    |       |
| 27. Juli | Ernest Archer                    | britischer Artdirector und Szenenbildner                                                                       | 80    |       |
| 27. Juli | Bobby Day                        | US-amerikanischer Sänger und Songwriter                                                                        | 60    |       |
| 27. Juli | Ed Emshwiller                    | US-amerikanischer Künstler                                                                                     | 65    |       |
| 28. Juli | Jill Esmond                      | britische Schauspielerin                                                                                       | 82    |       |
| 28. Juli | Ursula von Reibnitz              | deutsche Schauspielerin                                                                                        | 75    |       |
| 28. Juli | Johannes Schröder                | deutscher evangelischer Theologe und Widerstandskämpfer                                                        | 80    |       |
| 29. Juli | Amano Kimiyoshi                  | japanischer Politiker (LDP)                                                                                    | 69    |       |
| 29. Juli | Georges Conchon                  | französischer Schriftsteller und Drehbuchautor                                                                 | 65    |       |
| 29. Juli | Bruno Kreisky                    | österreichischer Politiker (SPÖ), Abgeordneter zum Nationalrat und Bundeskanzler                               | 79    |       |
| 29. Juli | Arthur L. Samuel                 | US-amerikanischer Pionier auf dem Gebiet der Computerspiele und Künstlichen Intelligenz                        | 88    |       |
| 29. Juli | Fritz Schnelle                   | deutscher Agrarmeteorologe und Phänologe                                                                       | 89    |       |
| 29. Juli | Rudolf Zitzmann                  | deutscher freiwirtschaftlicher Verleger                                                                        | 91    |       |
| 30. Juli | Pierre-Aristide Bréal            | französischer Dramatiker und Szenarist                                                                         | 85    |       |
| 30. Juli | Ian Gow                          | britischer Politiker (Conservative Party), Mitglied des House of Commons und Minister                          | 53    |       |
| 30. Juli | Gustaf Jonsson                   | schwedischer Skilangläufer                                                                                     | 87    |       |
| 30. Juli | Robert Schuller                  | österreichischer Architekt                                                                                     | 61    |       |
| 31. Juli | Franz Molt                       | österreichischer Künstler                                                                                      | 79    |       |
| 31. Juli | Wilhelm Nowack                   | deutscher Politiker (DDP, DStP, FDP), MdB, MdL, rheinland-pfälzischer Landesminister, Journalist und Volkswirt | 92    |       |
| 31. Juli | Luis Puig                        | spanischer Sportfunktionär, Vorsitzender des Radsport-Weltverbands Union Cycliste Internationale               | 75    |       |
| 31. Juli | Heinrich Raskin                  | deutscher Kommunalpolitiker (CDU) und Oberbürgermeister von Trier                                              | 88    |       |
| 31. Juli | Fernando Sancho                  | spanischer Schauspieler                                                                                        | 74    |       |
| 31. Juli | Toshirō Kageyama                 | japanischer Go-Spieler                                                                                         | 64    |       |
| 31. Juli | Ludger Westrick                  | deutscher Politiker (CDU)                                                                                      | 95    |       |
| Juli     | Renee Clama                      | britische Schauspielerin                                                                                       |       |       |
| Juli     | Reginald Mills                   | britischer Filmeditor und Filmregisseur                                                                        |       |       |

## August
| Tag        | Name                                  | Beruf, bekannt als                                                                                        | Alter | Beleg |
| ---------- | ------------------------------------- | --- | ----- | ----- |
| 1. August  | Hans Eisenhut                         | Schweizer Bobfahrer und Olympiateilnehmer                                                                 | 92    |       |
| 1. August  | Norbert Elias                         | deutsch-britischer Soziologe, Philosoph und Sozialhistoriker                                              | 93    |       |
| 1. August  | Alfred Filbert                        | deutscher SS-Obersturmbannführer                                                                          | 84    |       |
| 1. August  | Lotta Hitschmanova                    | tschechoslowakisch-kanadische humanitäre Helferin                                                         | 80    |       |
| 1. August  | Robert Krieps                         | luxemburgischer Rechtsanwalt und Politiker (LSAP), Mitglied der Chambre, MdEP                             | 67    |       |
| 1. August  | Arnold Münster                        | deutscher Chemiker                                                                                        | 78    |       |
| 2. August  | Leopold Eckhart                       | österreichischer Politiker (SPÖ), Abgeordneter zum Nationalrat                                            | 85    |       |
| 2. August  | Adonias Filho                         | brasilianischer Schriftsteller                                                                            | 74    |       |
| 2. August  | Ernst Custodis                        | deutscher Augenarzt und Hochschullehrer                                                                   | 92    |       |
| 2. August  | Alois Indra                           | tschechoslowakischer kommunistischer Politiker                                                            | 69    |       |
| 2. August  | Norman Maclean                        | US-amerikanischer Autor und Professor für Englische Literatur                                             | 87    |       |
| 02. August | René Mart                             | luxemburgischer Kaufmann und Politiker                                                                    | 64    |       |
| 2. August  | Nikolaus Riehl                        | russisch-deutscher Nuklearchemiker                                                                        | 89    |       |
| 2. August  | Fahd al-Ahmad al-Dschabir as-Sabah    | kuwaitischer Sportfunktionär                                                                              | 44    |       |
| 3. August  | Betty Amann                           | deutsch-amerikanische Schauspielerin                                                                      | 83    |       |
| 3. August  | Nella Maria Bonora                    | italienische Schauspielerin, Autorin und Synchronsprecherin                                               | 86    |       |
| 3. August  | Eduard Eisenburger                    | rumänischer Politiker, Autor und Chefredakteur verschiedener Zeitschriften                                | 62    |       |
| 3. August  | Eunice Katunda                        | brasilianische Komponistin                                                                                | 75    |       |
| 3. August  | Cornelius Krahn                       | mennonitischer Theologe und Hochschullehrer                                                               | 88    |       |
| 3. August  | Hans Redlbach                         | deutscher Bühnenbildner, Filmarchitekt und Fernseh-Produzent                                              | 47    |       |
| 3. August  | Dietrich Spangenberg                  | deutscher Politiker (SPD)                                                                                 | 68    |       |
| 3. August  | Hans Zaugg                            | Schweizer Architekt der „Solothurner Schule“                                                              | 77    |       |
| 4. August  | Heinz Frieler                         | deutscher Politiker (CDU), MdB                                                                            | 63    |       |
| 4. August  | Mathias Goeritz                       | deutsch-mexikanischer Architekt, Maler und Bildhauer                                                      | 75    |       |
| 4. August  | Heinrich Lades                        | deutscher Kommunalpolitiker (CSU), Oberbürgermeister von Erlangen (1959–1972)                             | 76    |       |
| 4. August  | Norman Malcolm                        | US-amerikanischer Philosoph                                                                               | 79    |       |
| 4. August  | Ettore Maserati                       | italienischer Ingenieur und Unternehmer                                                                   |       |       |
| 4. August  | Lothar Rübelt                         | österreichischer Sport- und Pressefotograf                                                                | 89    |       |
| 5. August  | Ivan Blatný                           | tschechischer Dichter und Schriftsteller                                                                  | 70    |       |
| 5. August  | Aldo Grimaldi                         | italienischer Filmregisseur und Drehbuchautor                                                             |       |       |
| 5. August  | Emil Meier                            | kommunistischer Widerstandskämpfer gegen den Nationalsozialismus                                          | 80    |       |
| 5. August  | Annemarie Schlusnus                   | deutsche Sopranistin                                                                                      | 86    |       |
| 6. August  | Wolfgang Anraths                      | deutscher Schauspieler, Regisseur und Theaterleiter                                                       | 48    |       |
| 6. August  | Gordon Bunshaft                       | US-amerikanischer Architekt                                                                               | 81    |       |
| 6. August  | Luis Lucchetti                        | argentinischer Fechter                                                                                    | 87    |       |
| 06. August | Magnús Pálsson                        | isländischer Wasserballspieler                                                                            | 77    |       |
| 6. August  | Ruth Preuß                            | deutsche Badmintonspielerin                                                                               | 50    |       |
| 6. August  | Lemuel C. Shepherd junior             | US-amerikanischer Militär, General und 20. Commandant des US Marine Corps                                 | 94    |       |
| 6. August  | Jacques Soustelle                     | französischer Ethnologe und Politiker, Mitglied der Nationalversammlung                                   | 78    |       |
| 6. August  | Annemarie Wenner                      | Schweizer Sängerin und Schauspielerin                                                                     | 81    |       |
| 7. August  | Else Merkel                           | deutsche Widerstandskämpferin und Mitbegründerin der Vereinigung der Verfolgten des Naziregimes           | 84    |       |
| 7. August  | Gebhard Müller                        | deutscher Politiker (CDU), MdL, Ministerpräsident von Baden-Württemberg, MdB                              | 90    |       |
| 7. August  | Margarete Weiß                        | deutsche Politikerin (FDP), MdL                                                                           | 78    |       |
| 8. August  | B-Doggs                               | US-amerikanischer Rapper                                                                                  | 20    |       |
| 8. August  | Anna Ditzen                           | erste Ehefrau und Nachlasspflegerin Hans Falladas                                                         | 89    |       |
| 8. August  | Andrzej Dobrowolski                   | polnischer Komponist und Musikpädagoge                                                                    | 68    |       |
| 8. August  | Bernhard Sann                         | deutscher Flugzeugkonstrukteur und Bergbauingenieur sowie Rektor der RWTH Aachen                          | 80    |       |
| 8. August  | Anton Wintersteiger                   | österreichischer Politiker (NSDAP), MdR, Gauleiter von Salzburg (1934–1938), Landtagsabgeordneter         | 90    |       |
| 9. August  | Joe Mercer                            | englischer Fußballspieler und Fußballtrainer                                                              | 76    |       |
| 9. August  | Władysław Orlicz                      | polnischer Mathematiker und Hochschullehrer                                                               | 87    |       |
| 9. August  | Gennarino Pappagalli                  | italienischer Schauspieler                                                                                | 80    |       |
| 9. August  | Liudvikas Povilonis                   | litauischer Geistlicher, römisch-katholischer Bischof in Panevėžys                                        | 79    |       |
| 9. August  | Alfons Maria Weigl                    | deutscher katholischer Priester und Schriftsteller                                                        | 87    |       |
| 9. August  | Marianne Wünscher                     | deutsche Schauspielerin                                                                                   | 59    |       |
| 10. August | Jacobo Arenas                         | kolumbianischer Guerillero                                                                                | 66    |       |
| 10. August | Martha Dodd                           | US-amerikanische Schriftstellerin                                                                         | 81    |       |
| 10. August | Helmut Lipfert                        | deutscher Luftwaffenoffizier und Jagdflieger im Zweiten Weltkrieg                                         | 74    |       |
| 10. August | Otto Seyfert                          | deutscher Pianist, Dirigent, Komponist und Arrangeur                                                      | 94    |       |
| 10. August | Käthe Starke-Goldschmidt              | deutsche Theaterwissenschaftlerin und Überlebende des Holocaust                                           | 84    |       |
| 10. August | Gertrud Werth                         | deutsche Politikerin                                                                                      | 91    |       |
| 11. August | August van Aaken                      | römisch-katholischer Bischof                                                                              | 76    |       |
| 11. August | Werner Oberle                         | deutscher Künstler und Kunsterzieher                                                                      |       |       |
| 11. August | David Wechsler                        | schweizerischer Drehbuchautor und Schriftsteller                                                          | 71    |       |
| 12. August | Gustavo Gaviria                       | kolumbianischer Drogenhändler                                                                             | 43    |       |
| 12. August | Georg Hansemann                       | österreichischer Religionspädagoge                                                                        | 76    |       |
| 12. August | Ulrich W. Hütter                      | deutscher Ingenieur, Hochschullehrer                                                                      | 79    |       |
| 12. August | Harry Leahey                          | US-amerikanischer Jazzmusiker                                                                             | 54    |       |
| 12. August | Dorothy Mackaill                      | US-amerikanische Schauspielerin                                                                           | 87    |       |
| 12. August | Piotr Perkowski                       | polnischer Komponist                                                                                      | 89    |       |
| 12. August | Roy Williamson                        | britischer Musiker und Instrumentenbauer                                                                  | 54    |       |
| 13. August | Dallas Bixler                         | US-amerikanischer Gymnastiksportler                                                                       | 80    |       |
| 13. August | Pieter van de Cuylen                  | deutscher Maler, Plastiker und Zeichner                                                                   | 80    |       |
| 13. August | Felix Klee                            | Schweizer Kunsthistoriker und Maler                                                                       | 82    |       |
| 13. August | Etta Neumann                          | österreichische Tennis- und Tischtennisspielerin                                                          | 80    |       |
| 13. August | Alejandro Otero                       | venezolanischer Künstler, Autor und Kulturveranstalter                                                    | 69    |       |
| 13. August | Jean-Louis Tinaud                     | französischer Politiker, Mitglied der Nationalversammlung, Senator und Staatssekretär                     | 79    |       |
| 14. August | James Boulton                         | britischer Autorennfahrer                                                                                 | 80    |       |
| 14. August | Henry Crown                           | US-amerikanischer Unternehmer                                                                             | 94    |       |
| 14. August | Kurt Goth                             | deutscher Fußballtorwart                                                                                  | 63    |       |
| 14. August | Lafayette Leake                       | US-amerikanischer Blues-Pianist                                                                           | 70    |       |
| 14. August | Chester Zardis                        | US-amerikanischer Jazzmusiker                                                                             | 90    |       |
| 15. August | Jimmy Carruthers                      | australischer Boxer                                                                                       | 61    |       |
| 15. August | Thore Horve                           | norwegischer Marineoffizier (Vizeadmiral) und Marineoberbefehlshaber                                      | 90    |       |
| 15. August | Inger Koppernæs                       | norwegische Politikerin (Høyre) und Managerin                                                             | 62    |       |
| 15. August | Michael-Fredrick Paul Sauka           | malawischer Dichter und Komponist                                                                         |       |       |
| 15. August | Louis Vola                            | französischer Jazzmusiker                                                                                 | 88    |       |
| 15. August | Wiktor Robertowitsch Zoi              | russischer Rocksänger                                                                                     | 28    |       |
| 16. August | Pierre Bonnet                         | französischer Arachnologe                                                                                 | 92    |       |
| 16. August | Roland Charrière                      | französischer Automobilrennfahrer                                                                         | 64    |       |
| 16. August | Zerline Erfurt                        | österreichische Komponistin, Geigerin, Pianistin und Musikpädagogin                                       | 83    |       |
| 16. August | Gerhard Fickel                        | deutscher Lungenarzt, Politiker (CDU), MdV                                                                | 70    |       |
| 16. August | Heinrich Fuchs                        | deutscher Politiker (CDU), MdL                                                                            | 66    |       |
| 16. August | Horst Kintscher                       | deutscher Radiomoderator, Hörspielregisseur sowie Leiter der Abteilung Unterhaltung beim RIAS Berlin      | 65    |       |
| 16. August | Ernest Lewonowitsch Pogosjanz         | russischer Schachkomponist                                                                                | 55    |       |
| 16. August | Otfried Sander                        | deutscher Jurist und Politiker                                                                            | 71    |       |
| 16. August | Annik Saxegaard                       | norwegische Schriftstellerin                                                                              | 85    |       |
| 16. August | Paul Schütz                           | deutscher Politiker (CVP), MdL                                                                            | 80    |       |
| 17. August | Pearl Bailey                          | US-amerikanische Schauspielerin und Sängerin                                                              | 72    |       |
| 17. August | Otto Coester                          | deutscher Grafiker, Professor für Freie Grafik                                                            | 88    |       |
| 17. August | Jost Glase                            | deutscher Schriftsteller und Hochschullehrer                                                              | 54    |       |
| 17. August | Fritz Gleibe                          | deutscher Politiker, Oberbürgermeister von Chemnitz (1945–1945)                                           | 89    |       |
| 17. August | Leonid Fjodorowitsch Iljitschow       | sowjetischer Diplomat und Politiker                                                                       | 84    |       |
| 17. August | Maria Paudler                         | deutsche Schauspielerin                                                                                   | 87    |       |
| 17. August | Werner Peters                         | deutscher Landwirt und Politiker                                                                          | 84    |       |
| 17. August | Heinz Reschke                         | deutscher Tischtennisspieler und -trainer                                                                 | 67    |       |
| 18. August | Jean Carduner                         | US-amerikanischer Romanist und Fremdsprachendidaktiker französischer Herkunft                             | 63    |       |
| 18. August | Grethe Ingmann                        | dänische Sängerin                                                                                         | 52    |       |
| 18. August | Joseph H. Jackson                     | US-amerikanischer Theologe                                                                                | 89    |       |
| 18. August | József Kovács                         | ungarischer Leichtathlet                                                                                  | 79    |       |
| 18. August | Hermann Riess                         | deutscher evangelischer Theologe und Prälat (Regionalbischof)                                             | 75    |       |
| 18. August | B. F. Skinner                         | US-amerikanischer Vertreter des Behaviorismus, prägte den Begriff „operante Konditionierung“              | 86    |       |
| 18. August | Curt Wild-Wall                        | deutscher Maler und Grafiker                                                                              | 92    |       |
| 19. August | Michel Callens MAfr                   | französischer Ordensgeistlicher und römisch-katholischer Prälat von Tunis                                 | 72    |       |
| 19. August | Joseph Cheng Tien-Siang               | römisch-katholischer Dominikanerbischof                                                                   | 68    |       |
| 19. August | Gerold Fischer                        | deutscher Motorradrennfahrer                                                                              | 32    |       |
| 19. August | Ercole Gallegati                      | italienischer Ringer                                                                                      | 78    |       |
| 19. August | Heiner Kühner                         | Schweizer Organist                                                                                        | 46    |       |
| 19. August | An Rutgers                            | niederländische Schriftstellerin                                                                          | 80    |       |
| 20. August | Hellmuth Butenuth                     | deutscher Ingenieur und Automobilbauer                                                                    | 92    |       |
| 20. August | Rudolf Gellesch                       | deutscher Fußballspieler                                                                                  | 76    |       |
| 20. August | Maurice Gendron                       | französischer Cellist                                                                                     | 69    |       |
| 20. August | Kurt Heller                           | österreichischer Politiker (SPÖ), Landtagsabgeordneter, Mitglied des Bundesrates                          | 71    |       |
| 20. August | Werner Lansburgh                      | deutscher Schriftsteller und Publizist                                                                    | 78    |       |
| 20. August | Isacco Nahoum                         | italienischer Widerstandskämpfer, Politiker, Mitglied der Camera dei deputati und Dokumentarfilmregisseur | 67    |       |
| 20. August | Horst-Diether Schroeder               | deutscher Historiker und Archivar                                                                         | 70    |       |
| 20. August | Adolf Steinhofer                      | deutscher Chemiker                                                                                        | 82    |       |
| 20. August | Anita Gräfin Zichy-Thyssen            | deutsche Unternehmerin                                                                                    | 81    |       |
| 21. August | Heinz Hindorf                         | deutscher Maler und Glaskünstler                                                                          | 81    |       |
| 21. August | Kurt Müller                           | deutscher Politiker (KPD, SPD), MdL, MdB                                                                  | 86    |       |
| 22. August | Julius Angerhausen                    | deutscher Weihbischof                                                                                     | 79    |       |
| 22. August | Luigi Dadaglio                        | italienischer Geistlicher, Kurienkardinal der römisch-katholischen Kirche                                 | 75    |       |
| 22. August | Edward W. Pattison                    | US-amerikanischer Politiker                                                                               | 58    |       |
| 22. August | Erich Schönewolf                      | deutscher Gewerkschafter und Politiker (SPD), MdL                                                         | 84    |       |
| 22. August | Günter Tollmann                       | deutscher Maler, Bildhauer und Objektkünstler                                                             | 64    |       |
| 23. August | Parwiz Natel Chanlari                 | iranischer Literaturwissenschaftler, Professor der Iranistik an der Universität Teheran, Minister         | 76    |       |
| 23. August | Reinold Hagen                         | deutscher Unternehmer                                                                                     | 77    |       |
| 23. August | Yutaka Kanai                          | japanischer Langstreckenläufer                                                                            | 30    |       |
| 23. August | Heinrich Keller                       | deutscher Hornist                                                                                         | 71    |       |
| 23. August | Karl zu Löwenstein-Wertheim-Rosenberg | deutscher Präsident des Zentralkomitees der deutschen Katholiken (1949–1968)                              | 86    |       |
| 23. August | David W. Peck                         | amerikanischer Jurist                                                                                     | 87    |       |
| 23. August | David Rose                            | US-amerikanischer Musiker                                                                                 | 80    |       |
| 23. August | Omero Tognon                          | italienischer Fußballspieler und -trainer                                                                 | 66    |       |
| 24. August | Victor Civita                         | brasilianischer Geschäftsmann, Journalist                                                                 | 83    |       |
| 24. August | Sergei Donatowitsch Dowlatow          | russischer Schriftsteller                                                                                 | 48    |       |
| 24. August | August Endruschat                     | deutscher Landschafts-, Porträt- und Tiermaler                                                            | 90    |       |
| 24. August | Harold Masursky                       | US-amerikanischer Geologe und Astronom                                                                    | 67    |       |
| 25. August | Morley Callaghan                      | kanadischer Schriftsteller                                                                                | 86    |       |
| 25. August | David Hampshire                       | britischer Rennfahrer                                                                                     | 72    |       |
| 25. August | Günter Heil                           | deutscher Klassischer Philologe                                                                           | 62    |       |
| 25. August | Peter Lehmbrock                       | deutscher Schauspieler                                                                                    | 70    |       |
| 25. August | Otto Steineck                         | österreichischer Pflanzenbauwissenschaftler                                                               | 70    |       |
| 26. August | Mário Pinto de Andrade                | angolanischer Politiker                                                                                   | 62    |       |
| 26. August | Minoru Honda                          | japanischer Amateurastronom                                                                               | 77    |       |
| 26. August | Dieter Lichtenknecker                 | deutscher Astronom und Unternehmer                                                                        | 57    |       |
| 26. August | Oscar Kiss Maerth                     | britischer Unternehmer und Schriftsteller                                                                 | 75    |       |
| 26. August | Talbert Abrams                        | US-amerikanischer Luftfahrtpionier und Unternehmer                                                        | 95    |       |
| 26. August | Rudolf Marić                          | jugoslawischer Schachmeister und Autor                                                                    | 63    |       |
| 26. August | Erika Molny                           | österreichische Autorin und Journalistin                                                                  | 58    |       |
| 26. August | Alfred Mutz                           | Schweizer Mechaniker, Gewerbelehrer und Historiker                                                        | 87    |       |
| 26. August | Ogura Rō                              | japanischer Komponist und Verfasser                                                                       | 74    |       |
| 27. August | Afonso Arinos de Melo Franco          | brasilianischer Politiker                                                                                 | 84    |       |
| 27. August | Gregor Hoop                           | liechtensteinischer Skirennläufer                                                                         | 23    |       |
| 27. August | Richard Kling                         | deutscher Kommunalpolitiker (CDU)                                                                         | 84    |       |
| 27. August | Fritz Rupprecht                       | deutscher Politiker                                                                                       | 93    |       |
| 27. August | Armin Scheurer                        | schweizerischer Leichtathlet                                                                              | 72    |       |
| 27. August | Raymond St. Jacques                   | US-amerikanischer Schauspieler                                                                            | 60    |       |
| 27. August | Stevie Ray Vaughan                    | US-amerikanischer Bluesmusiker                                                                            | 35    |       |
| 28. August | Gaston Bart-Williams                  | sierra-leonischer exilierter Oppositioneller, Journalist, Regisseur, Schriftsteller und Künstler          | 52    |       |
| 28. August | Ugge Bärtle                           | deutscher Bildhauer, Graphiker und Poet                                                                   | 82    |       |
| 28. August | Kurt Eichler                          | deutscher Maler und Grafiker                                                                              | 84    |       |
| 28. August | Jacques Koerfer                       | deutscher Unternehmer und Kunstsammler                                                                    | 87    |       |
| 28. August | Gedeon Ladányi                        | ungarischer Eisschnellläufer                                                                              | 76    |       |
| 28. August | Richard Lauffen                       | deutscher Schauspieler                                                                                    | 83    |       |
| 28. August | Jean Löhe                             | deutscher Tenor                                                                                           | 89    |       |
| 28. August | Crescenzo Mazza                       | italienischer Politiker                                                                                   | 80    |       |
| 28. August | Edmund H. North                       | US-amerikanischer Drehbuchautor                                                                           | 79    |       |
| 28. August | Patience Strong                       | britische Dichterin                                                                                       | 83    |       |
| 28. August | Dieter Suhr                           | deutscher Jurist und Hochschullehrer                                                                      | 51    |       |
| 28. August | Willy Vandersteen                     | belgischer Comic-Autor                                                                                    | 77    |       |
| 29. August | Luigi Beccali                         | italienischer Mittelstreckenläufer und Olympiasieger                                                      | 82    |       |
| 29. August | Manly Palmer Hall                     | kanadischer Autor und Mystiker                                                                            | 89    |       |
| 29. August | Fritz Laack                           | deutscher Volkshochschullehrer und Ministerialbeamter                                                     | 89    |       |
| 29. August | Douglass Ewell Parshall               | US-amerikanischer Maler und Wandmaler                                                                     | 90    |       |
| 29. August | Paula Pfluger                         | deutsch-österreichische Schauspielerin                                                                    | 81    |       |
| 30. August | Wiktor Petrowitsch Botschanzew        | sowjetischer Botaniker                                                                                    |       |       |
| 30. August | Adriano Chicco                        | italienischer Schachkomponist und Schachhistoriker                                                        | 83    |       |
| 30. August | Lawrence Joyce Kenney                 | US-amerikanischer Geistlicher, Weihbischof im US-amerikanischen Militärordinariat                         | 60    |       |
| 30. August | Solomon Grigorjewitsch Michlin        | russischer Mathematiker                                                                                   | 82    |       |
| 30. August | Rudolf von Oertzen                    | deutscher Kirchenmusiker und Komponist                                                                    | 80    |       |
| 30. August | Bernard Tellegen                      | niederländischer Elektrotechniker                                                                         | 90    |       |
| 31. August | Nathaniel Clifton                     | US-amerikanischer Basketballspieler                                                                       | 67    |       |
| 31. August | André Dufau                           | französischer Leichtathlet                                                                                | 85    |       |
| 31. August | Jürgen Lenz                           | deutscher Schriftsteller und Journalist                                                                   | 73    |       |
| 31. August | Gerty Molzen                          | deutsche Schauspielerin, Kabarettistin, Sängerin, Buchautorin und Texterin                                | 84    |       |
| 31. August | Sergei Nikolajewitsch Wolkow          | russischer Eiskunstläufer                                                                                 | 41    |       |

## September
| Tag           | Name                                          | Beruf, bekannt als                                                                                             | Alter | Beleg |
| ------------- | --------------------------------------------- | --- | ----- | ----- |
| 1. September  | Afanassi Pawlantjewitsch Beloborodow          | sowjetischer General                                                                                           | 87    |       |
| 1. September  | Geir Hallgrímsson                             | isländischer Politiker (Unabhängigkeitspartei), Premierminister                                                | 64    |       |
| 1. September  | Edwin O. Reischauer                           | US-amerikanischer Japanologe                                                                                   | 79    |       |
| 1. September  | Heinrich Stephan                              | deutscher Politiker (SPD), MdL, MdB                                                                            | 92    |       |
| 2. September  | John Bowlby                                   | britischer Arzt, Psychoanalytiker und Pionier der Bindungsforschung                                            | 83    |       |
| 2. September  | Gottfried Hasenkamp                           | deutscher Schriftsteller                                                                                       | 88    |       |
| 2. September  | Erich Herker                                  | deutscher Eishockeyspieler                                                                                     | 84    |       |
| 2. September  | Robert Francis Joyce                          | US-amerikanischer Geistlicher, Bischof von Burlington                                                          | 93    |       |
| 2. September  | Jiří Ostermann                                | tschechischer Recitator, Texter, Schauspieler                                                                  | 54    |       |
| 2. September  | Piet Stalmeier                                | niederländischer Komponist und Dirigent                                                                        | 78    |       |
| 2. September  | Maria-Christine von Urach                     | deutsche Maschinenbauingenieurin bei Daimler-Benz                                                              | 57    |       |
| 2. September  | Léon Van Hove                                 | belgischer Physiker                                                                                            |       |       |
| 3. September  | Slawa Amiragow                                | sowjetischer Ruderer                                                                                           | 64    |       |
| 3. September  | Mieczysław Fogg                               | polnischer Sänger                                                                                              | 89    |       |
| 3. September  | Betty Glamann                                 | US-amerikanische Jazzharfenistin                                                                               | 67    |       |
| 3. September  | Hans Kasper                                   | deutscher Schriftsteller, Hörspielautor                                                                        | 74    |       |
| 3. September  | Karl Mommer                                   | deutscher Politiker (SPD), MdB                                                                                 | 80    |       |
| 4. September  | Marc Ancel                                    | französischer Jurist                                                                                           | 88    |       |
| 4. September  | Irene Dunne                                   | US-amerikanische Theater- und Filmschauspielerin                                                               | 91    |       |
| 4. September  | Turan Dursun                                  | türkischer Religionskritiker und Bürgerrechtler                                                                |       |       |
| 5. September  | Beppo Brem                                    | deutscher Schauspieler                                                                                         | 84    |       |
| 5. September  | Alessandro Ciceri                             | italienischer Sportschütze                                                                                     | 58    |       |
| 5. September  | Henri Faas                                    | niederländischer Redakteur von de Volkskrant                                                                   | 63    |       |
| 5. September  | Hugh Foot                                     | britischer Kolonialbeamter und Diplomat                                                                        | 82    |       |
| 5. September  | Jerry Iger                                    | US-amerikanischer Cartoonist, Comiczeichner und -autor                                                         | 87    |       |
| 5. September  | Ludmila Jankovcová                            | tschechoslowakische Politikerin, Ministerin                                                                    | 93    |       |
| 5. September  | Wilhelm Krückeberg                            | deutscher evangelischer Theologe                                                                               | 76    |       |
| 5. September  | Iwan Michajlow                                | bulgarischer Widerstandskämpfer in Mazedonien und langjähriger Führer der IMRO                                 | 94    |       |
| 5. September  | Karl-Heinz Peters                             | deutscher Schauspieler                                                                                         | 87    |       |
| 6. September  | Francisco Eppens Helguera                     | mexikanischer Maler, Bildhauer und Briefmarkenkünstler                                                         | 77    |       |
| 6. September  | Tom Fogerty                                   | US-amerikanischer Musiker und Gitarrist                                                                        | 48    |       |
| 6. September  | Sewer Felixowitsch Gansowski                  | russischer Schriftsteller                                                                                      | 71    |       |
| 6. September  | Peter Kraemer                                 | deutscher Politiker (FDP, CDU), Oberbürgermeister von Bonn                                                     | 88    |       |
| 6. September  | Paul Lähne                                    | deutscher Politiker (SED), MdV und Gewerkschafter                                                              | 88    |       |
| 6. September  | Herbert Spiegelberg                           | US-amerikanischer Philosoph                                                                                    | 86    |       |
| 6. September  | Fernando Valenti                              | US-amerikanischer Cembalist                                                                                    | 63    |       |
| 6. September  | Peter van Woerden                             | christlicher Komponist und Autor                                                                               | 66    |       |
| 7. September  | Max Barta                                     | sudetendeutscher Gebrauchsgrafiker, Zeichner und Maler                                                         |       |       |
| 7. September  | Ferenc Bencze                                 | ungarischer Schauspieler                                                                                       | 65    |       |
| 7. September  | Emilio Antonio Dublanc                        | argentinischer Komponist                                                                                       | 79    |       |
| 7. September  | Ahti Karjalainen                              | finnischer Politiker (Zentrum), Mitglied des Reichstags                                                        | 67    |       |
| 7. September  | Erich Kosiol                                  | deutscher Ökonom und Hochschullehrer                                                                           | 91    |       |
| 7. September  | Luise Kremlacek                               | österreichische Galeristin                                                                                     | 86    |       |
| 7. September  | Clärenore Stinnes                             | deutsche Weltreisende und Rennfahrerin                                                                         | 89    |       |
| 7. September  | Alan J. P. Taylor                             | britischer Historiker                                                                                          | 84    |       |
| 8. September  | Erna Blaas                                    | österreichischer Pädagogin und Schriftstellerin                                                                | 95    |       |
| 8. September  | Günther Haseloff                              | deutscher Mittelalterarchäologe und Kunsthistoriker                                                            | 78    |       |
| 8. September  | Harald von Posadowsky-Wehner                  | deutscher Diplomat                                                                                             | 80    |       |
| 8. September  | Boris Michailowitsch Tenin                    | sowjetischer Schauspieler                                                                                      | 85    |       |
| 8. September  | Antonín Závodný                               | tschechischer Komponist                                                                                        | 68    |       |
| 9. September  | Nicola Abbagnano                              | italienischer Philosoph                                                                                        | 89    |       |
| 9. September  | Molly Adair                                   | britische Schauspielerin                                                                                       | 85    |       |
| 9. September  | Louis Awad                                    | ägyptischer Intellektueller und Schriftsteller                                                                 | 75    |       |
| 9. September  | Gert Caden                                    | deutscher Künstler, Politiker (KPD/SED) und Agent (KGB/MfS)                                                    | 99    |       |
| 9. September  | Samuel K. Doe                                 | liberianischer Politiker, Präsident (1980–1990)                                                                | 39    |       |
| 9. September  | Heinrich Freiberger                           | deutscher Ingenieur und Senator (Bayern)                                                                       | 90    |       |
| 9. September  | Erich J. Fuchshuber                           | deutscher Politiker (CDU), MdL                                                                                 | 45    |       |
| 9. September  | Jack Hildyard                                 | britischer Kameramann                                                                                          | 82    |       |
| 9. September  | Alexander Wladimirowitsch Men                 | russischer Geistlicher und Dissident                                                                           | 55    |       |
| 9. September  | Rimantas Stankevičius                         | sowjetischer Pilot und Kosmonaut                                                                               | 46    |       |
| 9. September  | Hugh Sutherland                               | kanadischer Eishockeyspieler                                                                                   | 83    |       |
| 10. September | Pierre Barbaud                                | französischer Komponist                                                                                        | 78    |       |
| 10. September | Walter Dick                                   | Chirurg | 91    |       |
| 10. September | Svend Madsen                                  | dänischer Turner                                                                                               | 93    |       |
| 10. September | Harald Salomon                                | norwegischer Medailleur                                                                                        | 90    |       |
| 10. September | Anatoli Wladimirowitsch Sofronow              | russischer Schriftsteller                                                                                      | 79    |       |
| 11. September | Frederick Fyvie Bruce                         | evangelikaler Theologe, Neutestamentler                                                                        | 79    |       |
| 11. September | Theodore J. Conway                            | US-amerikanischer Offizier, General der US-Army                                                                | 81    |       |
| 11. September | Karl Engisch                                  | deutscher Rechtswissenschaftler                                                                                | 91    |       |
| 11. September | Max Kalki                                     | deutscher Violinist, Konzertmeister und Kammermusiker                                                          | 83    |       |
| 11. September | Alois Kratzer                                 | deutscher Skispringer                                                                                          | 83    |       |
| 11. September | Iris von Roten                                | Schweizer Juristin, Journalistin und Frauenrechtlerin                                                          | 73    |       |
| 11. September | Max Steinmetz                                 | deutscher Historiker                                                                                           | 77    |       |
| 11. September | Václav Votruba                                | tschechischer Physiker                                                                                         | 80    |       |
| 12. September | Marijan Cvetković                             | jugoslawischer Politiker                                                                                       | 69    |       |
| 12. September | Johannes Ernst Köhler                         | deutscher Organist                                                                                             | 80    |       |
| 12. September | Georg Rückert                                 | deutscher Verwaltungsjurist und Kommunalpolitiker (SPD)                                                        | 88    |       |
| 12. September | Georg Schreiner                               | österreichischer Politiker (ÖVP), Mitglied des Bundesrates                                                     | 75    |       |
| 12. September | Hans-Gerhard Willing                          | deutscher Politiker (CDU), MdL                                                                                 | 77    |       |
| 13. September | Bert De Cleyn                                 | belgischer Fußballspieler                                                                                      | 73    |       |
| 13. September | Phil Napoleon                                 | US-amerikanischer Jazz-Trompeter und Bandleader                                                                | 89    |       |
| 13. September | Heinz Sandrock                                | deutscher Kunstturner                                                                                          | 80    |       |
| 13. September | Ivo Schaible                                  | deutscher römisch-katholischer Ordensmann und Künstler                                                         | 78    |       |
| 13. September | Samuel S. Stratton                            | US-amerikanischer Politiker                                                                                    | 73    |       |
| 13. September | Peter Voigt                                   | deutscher Maler und Hochschullehrer                                                                            | 65    |       |
| 14. September | Albert Kolb                                   | deutscher Geograph und Hochschulrektor                                                                         | 83    |       |
| 14. September | Denis Payot                                   | Schweizer Rechtsanwalt                                                                                         | 48    |       |
| 14. September | Rudolf Peters                                 | deutscher Marineoffizier, Konteradmiral im Zweiten Weltkrieg                                                   | 91    |       |
| 15. September | Franz Büchler                                 | deutscher Schriftsteller und Bildender Künstler                                                                | 86    |       |
| 15. September | Leo J. Nowicki                                | US-amerikanischer Politiker                                                                                    | 86    |       |
| 15. September | Max Schäfer                                   | deutscher Fußballspieler und -trainer                                                                          | 83    |       |
| 15. September | Gerard Veldkamp                               | niederländischer Politiker                                                                                     | 69    |       |
| 16. September | James Francis Carney                          | kanadischer Erzbischof                                                                                         | 75    |       |
| 16. September | Oscarino Costa Silva                          | brasilianischer Fußballnationalspieler                                                                         | 83    |       |
| 16. September | Héctor Jaramillo Duque                        | kolumbianischer römisch-katholischer Ordensgeistlicher, Bischof von Sincelejo                                  | 66    |       |
| 16. September | Semjon Konstantinowitsch Kurkotkin            | sowjetischer Militär, Marschall der Sowjetunion                                                                | 73    |       |
| 17. September | Heinrich Haymerle                             | österreichischer Diplomat                                                                                      | 80    |       |
| 17. September | Eberhard Spieß                                | deutscher Benediktiner, Abtbischof                                                                             | 88    |       |
| 18. September | Jan Brankatschk                               | deutscher Historiker sorbischer Nationalität                                                                   | 59    |       |
| 18. September | Rudolf Degkwitz                               | deutscher Psychiater                                                                                           | 70    |       |
| 18. September | Richard Eric Holttum                          | englischer Botaniker                                                                                           | 95    |       |
| 18. September | Caspar Kuhlmann                               | deutscher Pädagoge und Bildungsplaner                                                                          | 64    |       |
| 18. September | Hermann Poll                                  | deutscher Maler                                                                                                | 87    |       |
| 18. September | Walter Thompson Welford                       | britischer Physiker                                                                                            | 74    |       |
| 19. September | Werner Janssen                                | US-amerikanischer Dirigent und Komponist                                                                       | 91    |       |
| 19. September | Allan McKinnon                                | kanadischer Politiker                                                                                          | 73    |       |
| 19. September | Hermes Pan                                    | amerikanischer Tänzer und Choreograf                                                                           | 80    |       |
| 19. September | Alfred Schmeller                              | deutsch-österreichischer Kunsthistoriker, Publizist und Museumsdirektor                                        | 70    |       |
| 19. September | Gerty Soltau                                  | deutsche Schauspielerin                                                                                        | 77    |       |
| 20. September | Rosa Balistreri                               | sizilianische Volkssängerin                                                                                    | 63    |       |
| 20. September | Siegfried Behrend                             | deutscher Gitarrist und Komponist                                                                              | 56    |       |
| 20. September | Hans-Georg Bock                               | deutscher Jurist                                                                                               | 80    |       |
| 20. September | Claude Colette                                | französischer Radrennfahrer                                                                                    | 59    |       |
| 20. September | Inge Conradi                                  | deutsche Schauspielerin                                                                                        | 83    |       |
| 20. September | Hans Heppenheimer                             | österreichischer Heimatforscher                                                                                | 88    |       |
| 20. September | Otto Kellerhals                               | Schweizer Staatsbeamter                                                                                        | 89    |       |
| 20. September | Adolf Luther                                  | deutscher Jurist, Künstler und Bildhauer                                                                       | 78    |       |
| 20. September | Michael Meisner                               | deutscher Kommunalpolitiker (parteilos), Bürgermeister der Stadt Würzburg und Landrat des Landkreises Würzburg | 85    |       |
| 20. September | Attilio Micheluzzi                            | italienischer Comiczeichner                                                                                    | 60    |       |
| 20. September | Jackie Moran                                  | US-amerikanischer Schauspieler                                                                                 | 67    |       |
| 21. September | Arthur Fauser                                 | deutscher Bildender Künstler                                                                                   | 79    |       |
| 21. September | Harry Hoefnagels                              | niederländischer Jesuit und Soziologe                                                                          | 68    |       |
| 21. September | Alexander Markowitsch Konstantinopolski       | sowjetischer Schachspieler                                                                                     | 80    |       |
| 21. September | Xu Xiangqian                                  | chinesischer Politiker und Militär                                                                             | 88    |       |
| 22. September | John A. Danaher                               | US-amerikanischer Politiker                                                                                    | 91    |       |
| 22. September | Jula Koch                                     | österreichischer Musiker                                                                                       | 62    |       |
| 22. September | Erwin Salzmann                                | deutscher Wirtschaftsprüfer, Fabrikdirektor und Senator (Bayern)                                               | 86    |       |
| 22. September | Lalle Svensson                                | schwedischer Jazzmusiker und bildender Künstler                                                                | 52    |       |
| 22. September | Michael Swann, Baron Swann                    | britischer Biologe, Zoologe, Rundfunkintendant und Peer                                                        | 70    |       |
| 24. September | Fritz Haring                                  | deutscher Tierzüchter und Hochschullehrer                                                                      | 83    |       |
| 24. September | Richard Jäckle                                | deutscher Politiker (SPD)                                                                                      | 78    |       |
| 24. September | Alwin Münchmeyer der Jüngere                  | deutscher Kaufmann, Unternehmer und Bankier                                                                    | 82    |       |
| 24. September | Ladislas Smid                                 | ungarisch-französischer Fußballspieler und -trainer                                                            | 75    |       |
| 24. September | Charles Wolf                                  | französischer Automobilrennfahrer                                                                              | 81    |       |
| 24. September | Meinhard von Zallinger                        | österreichischer Dirigent                                                                                      | 93    |       |
| 25. September | Joachim Berthold                              | deutscher Bildhauer                                                                                            | 72    |       |
| 25. September | André Chavanne                                | Schweizer Schriftsteller und Politiker (SP)                                                                    | 74    |       |
| 25. September | Erich Germershausen                           | deutscher Politiker (FDP), MdL                                                                                 | 84    |       |
| 25. September | Frank Lynch-Staunton                          | kanadischer Politiker                                                                                          | 85    |       |
| 25. September | Giuseppe Valle                                | italienischer Wasserballspieler und -trainer                                                                   | 86    |       |
| 25. September | Otto Friedrich Fürst zu Ysenburg und Büdingen | Chef des Hauses Ysenburg                                                                                       | 86    |       |
| 26. September | Louis Bonne                                   | französischer Automobilrennfahrer                                                                              | 89    |       |
| 26. September | Lothar Collatz                                | deutscher Mathematiker                                                                                         | 80    |       |
| 26. September | Günter Hefele                                 | deutscher Politiker (SPD), MdL                                                                                 | 50    |       |
| 26. September | Alberto Moravia                               | italienischer Schriftsteller und Politiker, MdEP                                                               | 82    |       |
| 26. September | Nicanor Rusu                                  | russisch-rumänisch-moldawischer Romanist und Italianist                                                        | 80    |       |
| 27. September | Matwei Isaakowitsch Blanter                   | sowjetischer Komponist                                                                                         | 87    |       |
| 27. September | John Thomas Durkin                            | irischer römisch-katholischer Ordensgeistlicher und Bischof                                                    | 77    |       |
| 27. September | Joacy Freitas Dutra                           | brasilianischer Fußballspieler                                                                                 | 53    |       |
| 27. September | Larry O’Brien                                 | US-amerikanischer Politiker, Manager, dritter Commissioner der NBA                                             | 73    |       |
| 27. September | Wilhelm Weber                                 | deutscher Politiker (SPD), MdL                                                                                 | 84    |       |
| 28. September | Zia Mohiuddin Dagar                           | indischer Rudra Vina-Spieler                                                                                   | 61    |       |
| 28. September | Ray Hendrick                                  | US-amerikanischer Rennfahrer                                                                                   | 61    |       |
| 28. September | Volkhard Rührig                               | deutscher Schachspieler                                                                                        | 37    |       |
| 28. September | Willy Schröder                                | deutscher Leichtathlet                                                                                         | 78    |       |
| 29. September | Emile Dottrens                                | Schweizer Ichthyologe und Naturschützer                                                                        | 90    |       |
| 29. September | Raffaele Forni                                | Schweizer Geistlicher, römisch-katholischer Erzbischof und Diplomat des Heiligen Stuhls                        | 84    |       |
| 29. September | Freddie Kohlman                               | US-amerikanischer Jazzmusiker                                                                                  | 72    |       |
| 29. September | Volodymyr Malanczuk                           | ukrainischer Geistlicher, Apostolischer Exarch von Frankreich                                                  | 86    |       |
| 29. September | Karl Schnurre                                 | deutscher Diplomat                                                                                             | 91    |       |
| 29. September | Patrick Tierney                               | irischer Politiker                                                                                             | 86    |       |
| 30. September | Alexej Čepička                                | tschechoslowakischer Politiker                                                                                 | 80    |       |
| 30. September | Martin Grotjahn                               | deutsch-amerikanischer Psychoanalytiker; Sohn von Alfred Grotjahn                                              | 86    |       |
| 30. September | William Francis Ross Hardie                   | britischer Altphilologe und Philosophiehistoriker                                                              | 88    |       |
| 30. September | Rudolf Jahn                                   | deutscher Politiker (KPD, SED), MdV, Ministerpräsident des Landes Brandenburg (1949–1952)                      | 83    |       |
| 30. September | Hans Jennes                                   | deutscher Politiker (KPD), MdL                                                                                 | 79    |       |
| 30. September | Michel Leiris                                 | französischer Schriftsteller und Ethnologe                                                                     | 89    |       |
| 30. September | Rob Moroso                                    | US-amerikanischer NASCAR-Rennfahrer                                                                            | 22    |       |
| 30. September | Patrick White                                 | australischer Literaturnobelpreisträger                                                                        | 78    |       |
| September     | Ingeborg Engelhardt                           | deutsche Jugendbuchautorin                                                                                     | 85    |       |
| September     | Viktor Kleinert                               | Schweizer Unternehmer                                                                                          | 77    |       |